# Flastroff
Flastroff là một xã trong vùng Grand Est, thuộc tỉnh Moselle, quận Thionville-Est, tổng Sierck-les-Bains. Tọa độ địa lý của xã là 49° 22' vĩ độ bắc, 06° 32' kinh độ đông. Flastroff nằm trên độ cao trung bình là 220 mét trên mực nước biển, có điểm thấp nhất là 214 mét và điểm cao nhất là 307 mét. Xã có diện tích 8,38 km², dân số vào thời điểm 1999 là 330 người; mật độ dân số là 39 người/km². Xã nằm khoảng 25 km về phía đông của Thionville, thuộc Pháp từ năm 1661.

## Thông tin nhân khẩu
| 1962 | 1968 | 1975 | 1982 | 1990 | 1999 |
| ---- | ---- | ---- | ---- | ---- | ---- |
| 387  | 398  | 370  | 371  | 357  | 330  |